# Juan Francisco Fernández de Sabariego
Juan Francisco Fernández de Sabariego  (? - 1734) fue un político español nacido en Jaén, Jaén, Andalucía, gobernador de la Capitanía General de Yucatán de 1733 a 1734. Recibió su nombramiento del rey Felipe V, sustituyendo en la gubernatura de Yucatán a Antonio de Figueroa y Silva. Murió en el ejercicio de sus funciones de gobernador en Yucatán.

## Datos históricos de su gubernatura en Yucatán
Fernández de Sabariego fue un Caballero de la Orden de Santiago que asumió la gubernatura de la Capitanía General de Yucatán en diciembre de 1733. Llegó a la península de Yucatán desembarcando en el puerto de Holkobén, hoy conocido como Río Lagartos.
Durante su breve administración debió enfrentar la preservación de la región de Walix, actualmente Belice, que su antecesor había arrebatado a los filibusteros ingleses hacía sólo unos cuantos meses con grandes esfuerzos bélicos. Para ello, en marzo de 1734, organizó en San Francisco de Campeche una fuerza naval de 134 hombres que, en una goleta se hizo a la mar, rodeando la península, para enfrentar a los corsarios en la región de Bacalar en la costa caribeña de Yucatán. Los ingleses, después de haber sido vencidos por el Mariscal Figueroa, predecesor de Fernández de Sabariego, intentaban recuperar el terreno perdido.
Esta acción por parte del nuevo gobernante resultó exitosa y los marineros yucatecos regresaron a  Campeche trayendo cuatro balandras piratas que apresaron con 128 tripulantes de nacionalidad inglesa y buena cantidad de  mercancías decomisadas a los piratas.
También durante su administración, el gobernador Fernández de Sabariego, realizó algunos repartimientos y expidió la tarifa de pago a los indígenas que hacían el servicio de correo, a fin de que no quedaran a merced de la arbitrariedad de los usuarios.
Murió repentinamente, posiblemente de fiebre amarilla a unos cuantos meses de haber llegado. A su muerte, Bernabé de Solís y Pedro Zapata de Argüello ambos alcaldes en funciones cubrieron provisional y brevemente la gubernatura, hasta en tanto Santiago de Aguirre (en junio de 1734) fue nombrado gobernador interino por el virrey de la Nueva España que a la sazón era Juan Antonio Vizarrón y Eguiarreta.